# Libor Hrdlička
Libor Hrdlička (Bratislava, 2 gennaio 1986) è un ex calciatore slovacco, di ruolo portiere.

## Palmarès

### Club

#### Competizioni nazionali
- Coppa di Georgia: 2

Dinamo Tbilisi: 2014-2015, 2015-2016
- Supercoppa di Georgia: 1

Dinamo Tbilisi: 2015
- Campionato georgiano: 1

Dinamo Tbilisi: 2015-2016